# Терме ди Котилија (Ријети)
Терме ди Котилија је насеље у Италији у округу Ријети, региону Лацио.
Према процени из 2011. у насељу је живело 198 становника. Насеље се налази на надморској висини од 412 м.